# Front glaciaire
 (février 2022).
Si vous disposez d'ouvrages ou d'articles de référence ou si vous connaissez des sites web de qualité traitant du thème abordé ici, merci de compléter l'article en donnant les références utiles à sa vérifiabilité et en les liant à la section « Notes et références ».

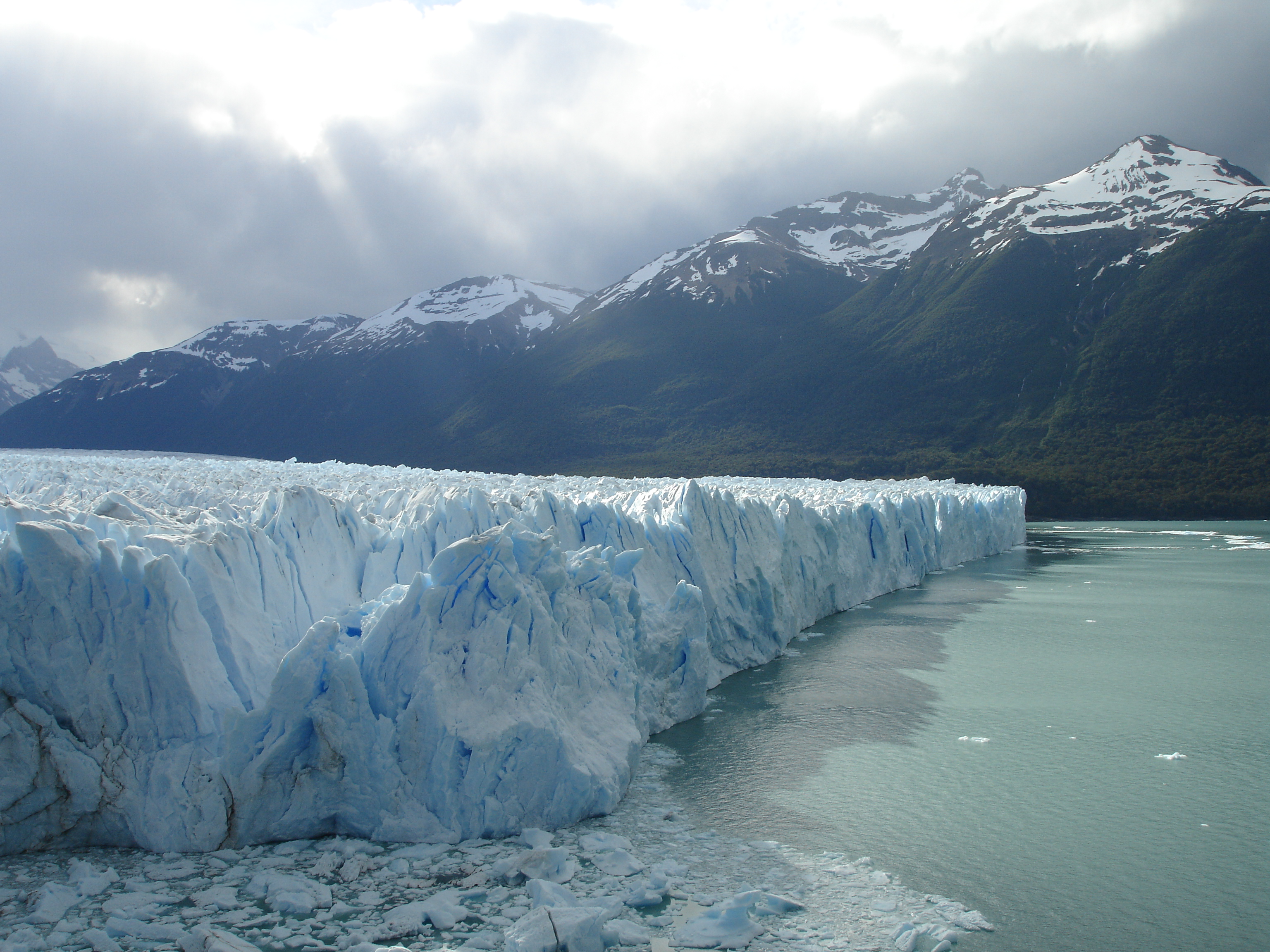
Front glaciaire du glacier Perito Moreno s'avançant dans le lac Argentino en Argentine.

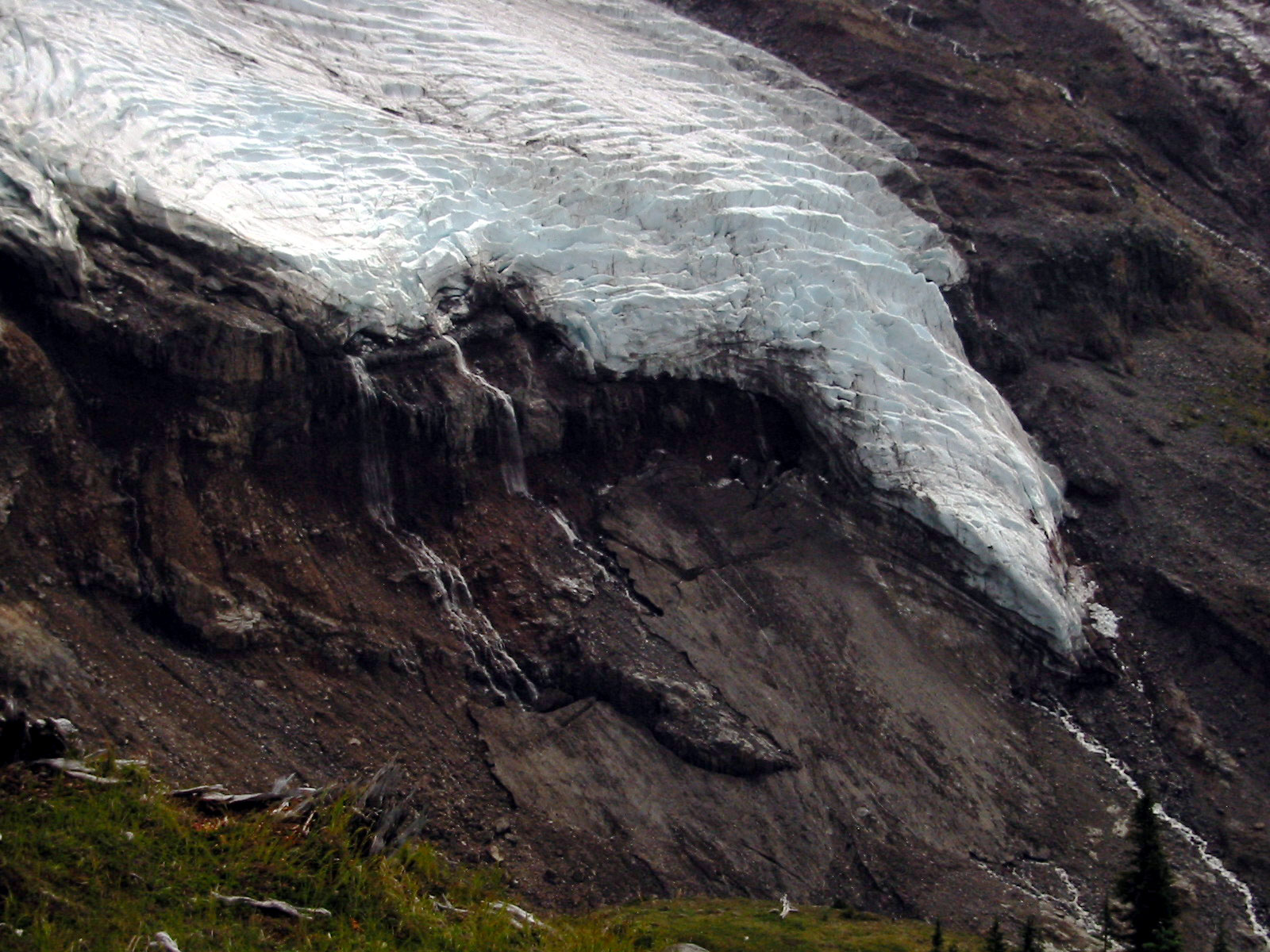
Front glaciaire du glacier Roosevelt formant une cascade de glace dans l'État de Washington aux États-Unis.

Le front glaciaire est la limite basse d'un glacier pouvant prendre la forme d'une falaise, d'une colline, d'un amas désorganisé de glace, etc.

## Dynamique
Sa position varie en fonction des mouvements saisonniers du glacier, résultat d'un déséquilibre entre apport de neige et fonte. La plupart des glaciers étant en nette régression vraisemblablement en raison du changement climatique, leur front a tendance à reculer de manière durable.
Dans le cas d'un glacier de piémont, un retrait se traduit par un front glaciaire pouvant se diviser en digitations tandis qu'une avancée glaciaire se traduit par un front glaciaire pouvant se transformer en lobe glaciaire.
En plus de ses variations saisonnières et de son éventuelle tendance à un recul, la position d'un front glaciaire peut fortement varier en cas de surge, que ce soit en avancée ou en retrait.